# Вчорайшенський район
Вчорайшенський район (до 1925 року — Бровківський район) — адміністративно-територіальна одиниця УРСР, що існувала з 1923 по 1957 роки в складі Бердичівської округи, Київської області (1935—1937) та Житомирської області (1937—1957). Районний центр — село Вчорайше.

## Історія та адміністративний устрій
Район було утворено 7 березня 1923 року як Бровківський район, з центром у с. Бровки, у складі Бердичівської округи. До складу увійшли Бистріївська, Бровківська Перша, Бровківська Друга, Василівська, Вчорайшенська, Макарівська, Шпичинецька, Ярешківська сільські ради Бровківської волості Сквирського повіту та Лебединецька, Малонизгурецька, Малочернявська, Чорнорудська, Ярославська сільські ради Мало-Чернявської волості Бердичівського повіту.
27 березня 1925 року:
- с. Велика Радзивилівка з залізничною станцією Вернигород Бровківського району Бердичівської округи перейшли до складу Білопільського району.
- Центр Бровківського району перенесений з с. Бровки до містечка Вчорайше, Бровківський район перейменований на Вчорайшенський.

17 червня 1925 до складу району увійшли Мало-П'ятигірська, Каменівська та Халаїмгородоцька сільради ліквідованого Білопільського району, а також Бистрицька і Моїсівська сільради Ружинського району.
2 вересня 1930 року було скасовано поділ УРСР на округи, через що, від 15 вересня 1930 року, Вчорайшенський район, як і решта окремих адміністративних одиниць, перейшов у безпосереднє підпорядкування до республіканського центру.
Ліквідований 3 лютого 1931, територія приєднана до Ружинського району.
17 лютого 1935 відновлений в складі Київської області. До складу включені: Бровківська Перша, Бровківська Друга, Бистріївська, Вчорайшенська Перша, Вчорайшенська Друга, Верховенська, Велико-Чернявська, Мало-Чернявська, Каменівська, Крилівська, Мусіївська, Макарівська, Мало-П'ятигірська, Мало-Низгурецька, Чорнорудська, Шпичинецька, Ярославська, Ярешкинська та Халаїмгородоцька сільські ради зі складу Ружинського району.
22 вересня 1937 перейшов до складу новоутвореної Житомирської області.
Станом на 1 вересня 1946 року складався із 19 сільських рад, до складу яких входило 24 населених пункти — 20 сіл та 4 хутори. Сільські ради: Бистрівська, Бровківська Перша, Бровківська Друга, Василівська, Велико-Чернявська, Верхівнянська, Вчорайшенська, Городківська, Каменівська, Крилівська, Макарівська, Малонизгорецька, Малоп'ятигірська, Малочернянвська, Мусіївська, Чорнорудська, Шпицинецька, Ярешківська та Ярославківська.
8 червня 1953 року до складу Каменівської сільської ради було включене село Жерделі Андрушівського району.
З 11 серпня 1954 року кількість сільських рад було скорочено до 15 — ліквідовано Бровківську Другу, Мусіївську, Ярославківську та Ярешківську.
28 листопада 1957 року Указом Президії Верховної Ради УРСР район було ліквідовано, його територія майже у повному складі увійшла до складу Ружинського району, окрім Городківської, Каменівської та Малоп'ятигірської сільрад (відійшли до Андрушівського району) та Бровківської сільради (відійшла до Попільнянського району).

## Населення
Згідно з Всесоюзним переписом населення 1926 року у Вчорайшенському районі мешкало 33 464 особи (48,74 % або 16 309 чоловіків та 51,26 % або 17 155 жінок). З них 41,95 % або 14 037 були письменними. Рівень письменності серед чоловіків — 56,32 %, жінок — 28,28 %.
Розподіл населення за рідними мовами був наступним:
| Рідна мова | Кількість | Частка, % |
| ---------- | --------- | --------- |
| українська | 31572     | 94,35     |
| єврейська  | 1177      | 3,52      |
| польська   | 492       | 1,47      |
| російська  | 143       | 0,43      |
| інші       | 80        | 0,24      |

Національний склад населення за даними перепису 1926 року:
| Національність | Кількість | Частка, % |
| -------------- | --------- | --------- |
| українці       | 31090     | 92,91     |
| євреї          | 1194      | 3,57      |
| поляки         | 970       | 2,9       |
| росіяни        | 126       | 0,38      |
| білоруси       | 24        | 0,07      |
| німці          | 21        | 0,06      |
| інші           | 39        | 0,12      |

За даними перепису населення СРСР 1939 року чисельність населення району становила 32 290 осіб, з них українців — 29 415, росіян — 1 208, німців — 60, євреїв — 625, поляків — 803, інших — 179.